# Kodeks 0135
Kodeks 0135 (Gregory-Aland no. 0135) ε 85 (Soden) – grecki kodeks uncjalny Nowego Testamentu na pergaminie, paleograficznie datowany na IX wiek. Rękopis jest przechowywany jest w Bibliotece Ambrozjańskiej (Q. 6 sup., fol. 15. 18. 31. 34. 47. 50. 62. 65) w Mediolanie.

## Opis
Do dziś zachowało się 16 kart kodeksu (14,3 na 12,5 cm) z fragmentami tekstu Ewangelii Mateusza, Ewangelii Marka i Ewangelii Łukasza.
Tekst pisany jest dwoma kolumnami na stronę, w 20 linijkach w kolumnie, 21-24 liter w linijce. Litery są niewielkie. Stosuje przydechy i akcenty. Tekst dzielony jest według dłuższych jednostek κεφαλαια (rozdziałów), których numery umieszczono na marginesie oraz według mniejszych jednostek – Sekcji Ammoniusza z odniesieniami do Kanonów Euzebiusza.
Jest palimpsestem, tekst górny zawiera tekst Erotemata grammaticalia (Ἐρωτήματα Γραμματικά) Manuela Moschopoulosa.

## Tekst
Grecki tekst kodeksu przekazuje Tekst bizantyński. Kurt Aland zaklasyfikował go do kategorii V.

## Historia
Aland datował kodeks na IX wiek. W ten sam sposób datuje go obecnie INTF.
Rękopis cytowany jest w krytycznych wydaniach greckiego Nowego Testamentu (NA26, NA27). W NA27 cytowany jest jako świadek pierwszego rzędu.